# 미래가치
미래가치(未來價値, future value)는 어떤 자산이 미래에 가지게 될 가치이다.
특정 이자율 또는 보다 일반적으로는 수익률을 가정하여 미래의 특정 시간에 주어진 금액이 "가치"가 되는 명목상의 미래 금액을 측정한다. 누적 함수를 곱한 현재 가치이다. 이 가치에는 인플레이션이나 미래 화폐의 실제 가치에 영향을 미치는 기타 요인에 대한 수정은 포함되지 않는다. 이것은 화폐의 시간가치 계산에 사용된다.

## 같이 보기
- 현재가치
- 화폐의 시간가치